# Macropholidus
Macropholidus – rodzaj jaszczurek z rodziny okularkowatych (Gymnophthalmidae).

## Zasięg występowania
Rodzaj obejmuje gatunki występujące w Ekwadorze i Peru. 

## Systematyka

### Etymologia
Macropholidus: gr. μακρος makros „długi”; φολις pholis, φολιδος pholidos „rogowa łuska”.

### Podział systematyczny
Do rodzaju należą następujące gatunki: 
- Macropholidus annectens Parker, 1930
- Macropholidus ataktolepis Cadle & Chuna, 1995
- Macropholidus huancabambae (Reeder, 1996)
- Macropholidus montanuccii Torres-Carvajal, Venegas & Nunes, 2020
- Macropholidus ruthveni Noble, 1921